# Światła awaryjne

Symbol świateł awaryjnych

Światła awaryjne – światła zewnętrzne, obowiązkowe wyposażenie samochodu (nie są wymagane w motocyklach). Ich włączenie powoduje działanie wszystkich kierunkowskazów. Powinny być uruchamiane za pomocą oddzielnego przycisku i działać nawet przy unieruchomionym silniku. Służą do oznakowania pojazdu (wraz z trójkątem ostrzegawczym) w razie awarii i postoju na autostradzie i drodze ekspresowej, poza terenem zabudowanym w miejscu, gdzie jest to zabronione lub pojazd jest słabo widoczny, oraz w terenie zabudowanym, gdzie postój pojazdu jest zabroniony oraz do ostrzegania innych uczestników ruchu o niebezpieczeństwie (uruchamiane są np. w razie wypadku drogowego). Służą także, by ostrzegać kierowców (zwłaszcza tirów), że prowadzony przez nas pojazd gwałtownie się zatrzymał.
Często światła te są wykorzystywane (w formie krótkotrwałego włączenia) do wyrażenia wdzięczności lub skruchy wobec innych uczestników ruchu, na przykład jako podziękowanie po ustąpieniu pierwszeństwa przejazdu przez pojazd nadjeżdżający z kierunku podporządkowanego lub jako przeproszenie za nieumyślne zajechanie drogi innemu pojazdowi. 
W niektórych krajach (np. w Niemczech) obowiązkowe jest uruchamianie świateł awaryjnych podczas holowania, zarówno w pojeździe holującym, jak i holowanym (oczywiście jeśli akurat kierujący nie sygnalizuje zamiaru skrętu).